# St. Michael (Mannheim-Blumenau)

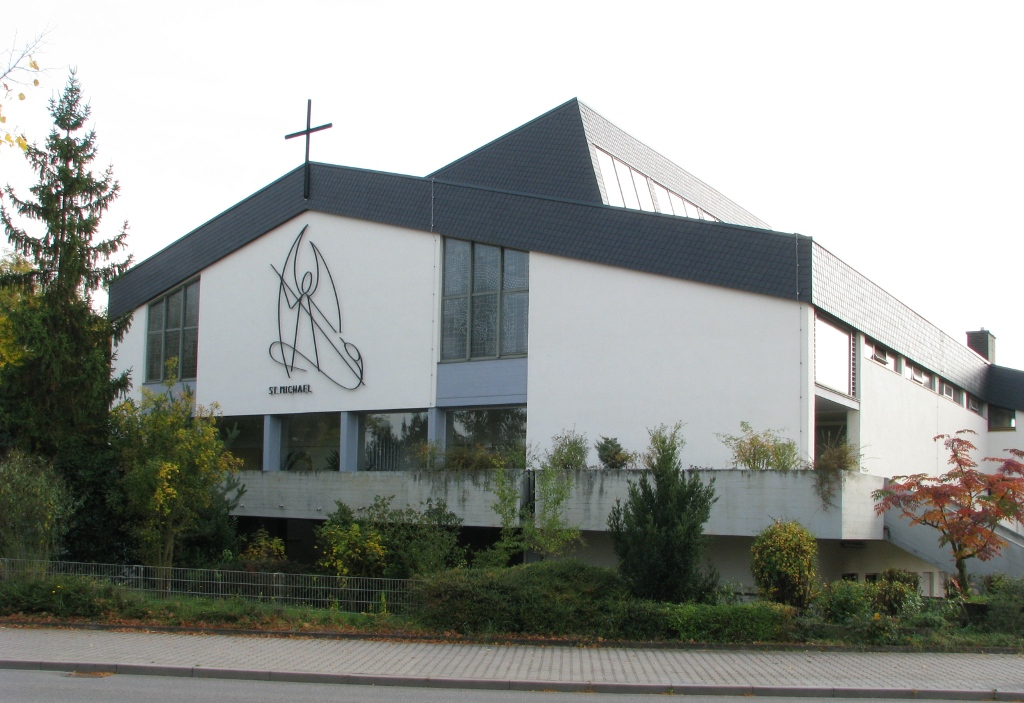
St.-Michael-Kirche

Die St.-Michael-Kirche ist eine katholische Kirche in der zum Mannheimer Stadtbezirk Sandhofen gehörenden Siedlung Blumenau. Sie wurde zwischen 1970 und 1971 nach den Plänen von Heinz Heß erbaut.

## Geschichte
Die Blumenauer Siedlung entstand in den 1930er Jahren. Die Katholiken gehörten zunächst zur Waldhöfer St.-Franziskus-Gemeinde. Ab 1938 konnte das neu erbaute evangelische Gemeindezentrum in Schönau für Gottesdienste genutzt werden, womit ein Wechsel zur Sandhöfer Pfarrei St. Bartholomäus verbunden war. Nach dem Zweiten Weltkrieg wurde 1953 in Schönau die Gut-Hirten-Kirche erbaut und dort 1962 eine selbständige, für Schönau und Blumenau zuständige Pfarrei eingerichtet. Bereits im Jahr zuvor war in Blumenau die evangelische Jonakirche fertiggestellt worden, die auch für katholische Gottesdienste genutzt werden konnte.

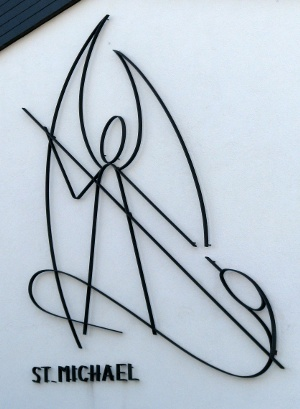
Darstellung des Erzengels Michael als Drachentöter

Nachdem in den 1960er Jahren Blumenau weiter wuchs, wurde der Beschluss gefasst, eine eigene Filialkirche zu bauen. Nach den Plänen von Heinz Heß wurde die unter dem Patronat des Erzengel Michaels stehende Kirche zwischen 1970 und 1971 errichtet. Am 28. November wurde sie eingesegnet und im Jahr darauf am 5. November von Oskar Saier konsekriert. 2003 wurden die Gemeinden St. Michael, Guter Hirte und St. Bartholomäus zur Seelsorgeeinheit Sandhofen-Schönau zusammengeschlossen.

## Beschreibung
Die St.-Michael-Kirche befindet sich im Zentrum von Blumenau. Das Gebäude beinhaltet einen großen Gemeindesaal. Das Relief des Erzengels Michael an der Fassade entstand 1980 nach einem Entwurf von Hanns Rotter. Den Sakramentsaltar aus Keramik schuf Elisabeth T. Veith. Des Weiteren befindet sich in der Kirche eine Madonna mit Kind von Goffredo Moroder. Die Orgel von Hartwig Späth hat zwölf Register und wurde 1982 eingeweiht.